# 松本久史
松本 久史（まつもと ひさし、1967年 - ）は、日本の神道学者、歴史学者。國學院大學教授。國學院大學研究開発推進機構・研究開発推進センター長、校史・学術資産研究センター長。専門は、近世・近代神道史、国学史。学位は博士（神道学）。

## 経歴
國學院大學大学院博士課程単位取得満期退学後、2002年（平成14年）10月より國學院大學に着任。
2006年（平成18年）3月、「荷田春満の国学と神道史」で國學院大学より博士（神道学）の学位を取得、学位授与番号は文乙第216号。
國學院大學日本文化研究所助手、同専任講師を経て、2010年（平成22年）より國學院大學神道文化学部准教授。2017年（平成29年）より同教授。
2021年（令和3年）、「天皇の退位等に関する皇室典範特例法案に対する附帯決議」に関する有識者会議・第6回ヒアリングで意見陳述を行った。

## 人物
- 近世・近代の神道史、特に国学の研究を専門としており、宗教学者の島薗進により、「国学研究の大家」と評されている[5]。

- 「国学」について、「後世の文献や外国の思想に依拠せず日本古典の文献実証を行うことを通じて日本の古代文化を解明しようとする学問」と定義した上で、国学は幕藩体制と密接な結びつきをもって展開していったことを指摘し、国学を倒幕論や尊皇攘夷思想と同一視することを短絡的な理解と指摘した[6]。また、国学を国家主義イデオロギーの泉源とする見方に対しても、昭和戦前・戦中期のイデオロギー書に国学者の著述や思想が援用されたことによる一面的な理解であると指摘した[6]。さらに、国学には医学や農学、天文学などの自然科学的分野も含まれていたとして、国学を「総合的な人文学」と規定することも正確ではない理解と指摘している[6]。

- 荷田春満が国学の学校の創設を主張した啓文で、幕府に上申したとされる『創学校啓』に関して、春満が全く関与せず後世に書かれた偽書であるという説が定説となりつつあったが、東丸神社などに所蔵される荷田春満の書簡などの一次史料を調査し、春満が実際に学校を創る意図を有していたと推定して、『創学校啓』は、春満の意によって、門人である山名霊淵が執筆したものであると主張した[7]。

## 著書
- 『新編荷田春満全集』第1・３・12巻（校注）（おうふう、2004、2005、2010）
- 『荷田春満の国学と神道史』（弘文堂、2005）
- 『プレステップ神道学』（共著）（弘文堂、2011）
- 『神話のおへそ 『古語拾遺』編』（扶桑社、2015）
- 『歴史で読む国学』（編著）（ぺりかん社、2022）